# Nitrocellulose
Nitrocellulose (còn được gọi là xenlulozo nitrat) là một hợp chất dễ cháy được hình thành bằng xenlulozo nitơ thông qua tiếp xúc với axit nitric hoặc một chất nitrat hóa mạnh. Trước khi được sử dụng làm chất xúc tác hoặc chất nổ thấp, ban đầu nó được gọi là guncotton.
Cellulose nitrat một phần đã sử dụng như một màng nhựa và trong các loại mực, chất phủ gỗ. Năm 1862, nhựa lần đầu tiên do con người tạo ra, nitrocellulose (mang thương hiệu Parkesine) được tạo ra bởi Alexander Parkes từ cellulose được xử lý bằng axit nitric và một dung môi. Năm 1868, nhà phát minh người Mỹ John Wesley Hyatt đã nghiên cứu một loại chất dẻo mà ông gọi là Celluloid, cải tiến theo sáng chế của Parkes bằng cách dẻo hóa nitrocellulose bằng camphor để nó có thể được chế biến thành dạng hoàn thiện và được sử dụng làm phim ảnh. Celluloid được sử dụng bởi Kodak, và các nhà cung cấp khác, từ cuối những năm 1880 như là một cơ sở làm phim trong lĩnh vực nhiếp ảnh, phim X-quang và phim chuyển động được biết đến như là phim Nitrat. Sau nhiều vụ cháy do các loại nitrate không ổn định, phim an toàn (cellulose acetate film) bắt đầu được sử dụng từ những năm 1930 trong trường hợp tia X và từ năm 1948 cho phim chuyển động.

## Ứng dụng

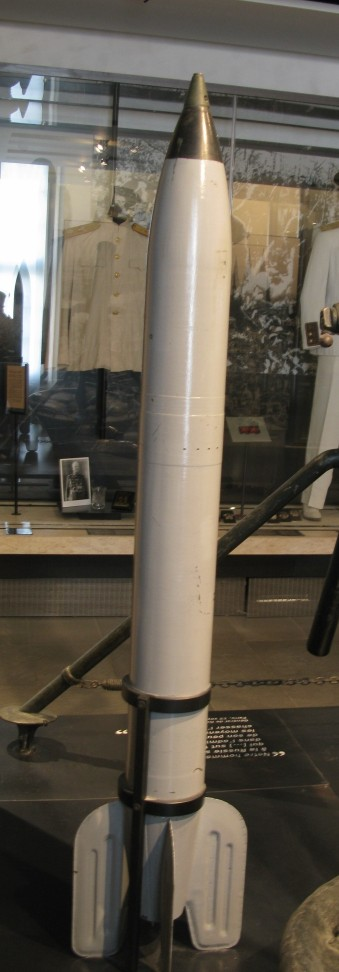
Một tên lửa M13 cho thiết bị phóng Katyusha được trưng bày trong Musée de l'Armée: nhiên liệu rắn của động cơ tên lửa đã được chế tạo từ nitrocellulose.

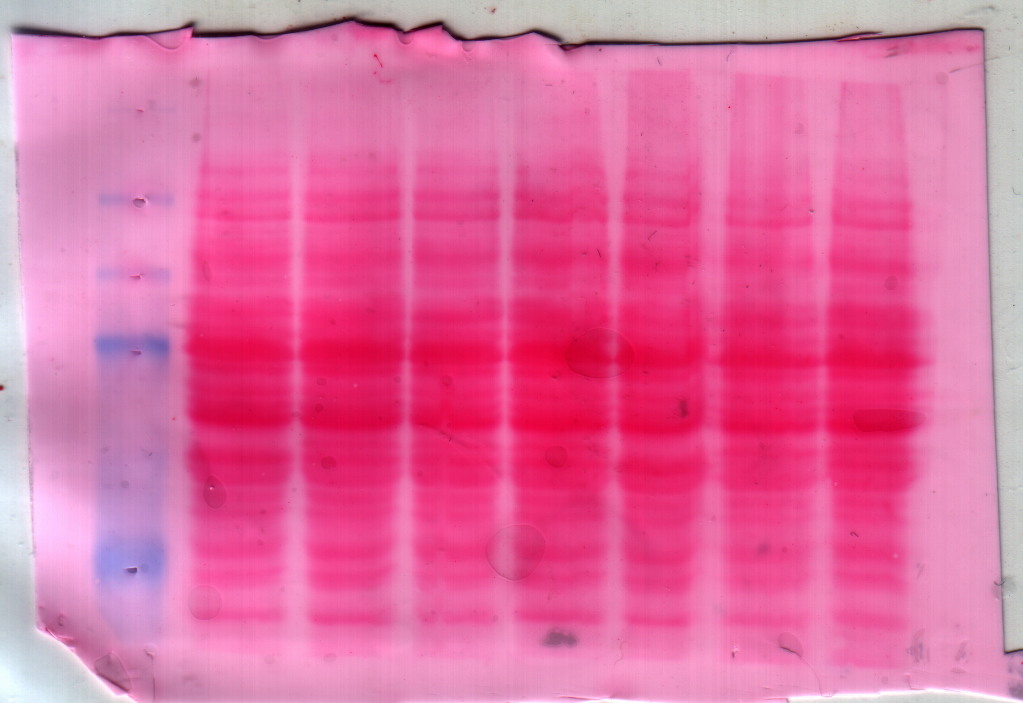
Một màng nitrocellulose bị nhuộm màu Ponceau S để phát hiện protein trong quá trình thấm nước

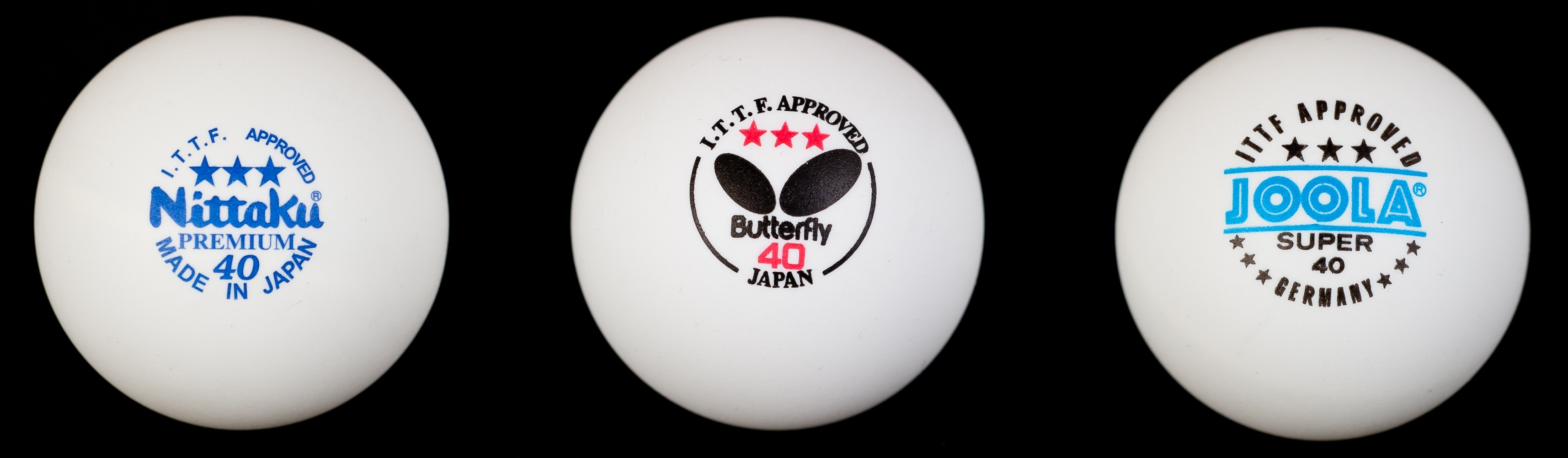
Bóng bàn, được làm từ nitrocellulose (Celluloid)

### Đạn
Năm 1832, Henri Braconnot phát hiện rằng axit nitric khi kết hợp với các tinh bột hoặc sợi gỗ sẽ tạo ra một vật liệu nổ dễ bay hơi, mà ông gọi là xyloïdine[3]. Một vài năm sau đó vào năm 1838, một nhà hóa học người Pháp, Théophile-Jules Pelouze (giáo viên của Ascanio Sobrero và Alfred Nobel), đã xử lý giấy và các tông theo cùng cách đó. Jean-Baptiste Dumas thu được một chất liệu tương tự, mà ông gọi là nitramidine[5][5]. Những chất này có tính chất không ổn định và thực tế không phải là thuốc nổ.
Tuy nhiên, vào khoảng năm 1846, Christian Friedrich Schönbein, một nhà hóa học Đức-Thụy Sĩ, đã phát hiện ra một giải pháp thiết thực hơn.
Khi đang làm việc trong nhà bếp tại nhà của mình ở Basel, Christian Friedrich Schönbein đã làm đổ một hỗn hợp gồm axit nitric và axit sunfuric ra bàn bếp. Ông đã lấy cái khăn gần đó - một chiếc tạp dề bằng vải bông, và lau sạch chỗ đổ. Ông treo cái tạp dề trên cửa bếp và chờ khi nó khô. Ngay khi khô, có một tia chớp xuất hiện trước khi chiếc tạp dề cháy. Phương pháp điều chế của ông là phương pháp đầu tiên được bắt chước rộng rãi - một phần của bông vải mịn được ngâm trong 15 phần của sự hòa trộn giữa axit sunfuric và axit nitric. Sau hai phút, bông được loại bỏ và rửa sạch trong nước lạnh để thiết lập mức độ este hóa và loại bỏ tất cả các axit dư lượng. Sau đó, nó được sấy khô ở nhiệt độ dưới 40 °C (khoảng 100 °F). Schönbein hợp tác với giáo sư Rudolf Christian Böttger, người đã tự mình khám phá ra quá trình này trong cùng một năm. Giáo sư F. J. Otto của Brunswick cũng đã sản xuất Guncotton vào năm 1846 và là người đầu tiên xuất bản quy trình này, điều này phần lớn là sự thất vọng của Schönbein và Böttger.
 Quá trình này sử dụng axit nitric để biến cellulose thành cellulose nitrate và nước:
3HNO3+ C6H10O5 → C6H7(NO2)3O5 + 3H2O
Axit sulfuric
là một chất xúc tác để tạo ra ion nitronium, NO2 +. Phản ứng này là được thực hiện đầu tiên và được tiến hành bằng cách thay thế electrophilic tại các  C-OH của cellulose.

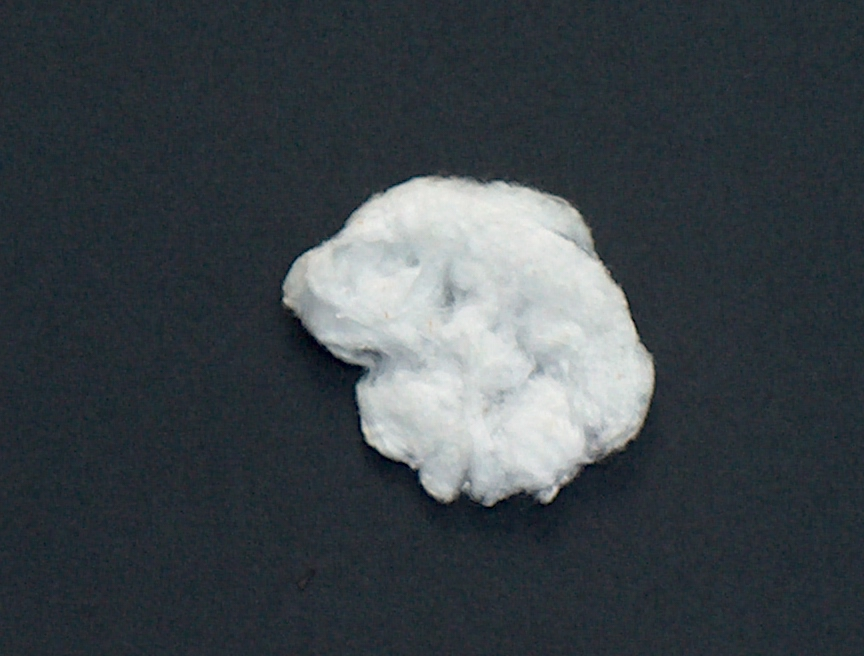
Nitrocellulose tinh khiết

Guncotton được làm bằng cách xử lý bông (dùng làm nguồn xenlulozo) với axít sulfuric đậm đặc và 70% axit nitric làm lạnh đến 0 °C để sản xuất cellulose trinitrat. Trong khi guncotton rất nguy hiểm để cất giữ, những nguy hiểm đó có thể được hạn chế  bằng cách cất trữ nó với nhiều chất lỏng khác như rượu. Vì lý do này, các điều khoản về sử dụng súng ống từ những năm đầu của thế kỷ 20 đề cập đến "guncotton ướt".
Sức mạnh của nitrocellulose làm cho nó trở nên thích hợp cho việc tạo nổ mìn. Nó đã có khoảng sáu lần khí phát ra một khối lượng bột đen tương ứng và sản xuất ít khói hơn và ít nóng hơn. 
Quyền sản xuất guncotton đã được John Hall & Son đưa ra vào năm 1846, và một năm sau đó, sản xuất công nghiệp của thuốc nổ đã bắt đầu tại một bộ phận nhà máy sản xuất tại nhà máy Marsh Works của Faversham ở Kent, nước Anh. Tuy nhiên, quá trình sản xuất không được hiểu đúng cách và chỉ có một vài biện pháp an toàn được đưa ra. Một vụ nổ nghiêm trọng vào tháng 7 năm đó đã giết chết gần hai chục công nhân, dẫn tới việc đóng cửa nhà máy ngay lập tức. Sản xuất Guncotton đã ngừng hoạt động trong hơn 15 năm cho đến khi một quy trình an toàn hơn có thể được phát triển.
Nghiên cứu sâu hơn cho thấy tầm quan trọng của việc rửa bông cẩn thận. Nitrocellulose không được tẩy rửa (đôi khi được gọi là pyrocellulose) có thể tự nhiên bốc cháy và nổ ở nhiệt độ phòng, vì sự bốc hơi nước dẫn đến nồng độ axit không phản ứng.
Nhà hoá học người Anh Frederick Augustus Abel đã phát triển quy trình an toàn đầu tiên cho sản xuất súng ống, ngay sau đó ông đã được cấp bằng sáng chế vào năm 1865. Thời gian giặt và sấy nitrocellulose đã kéo dài đến 48 giờ và lặp đi lặp lại tám lần. Hỗn hợp axit đã được thay đổi thành hai phần axit sulfuric thành một phần nitric. Nitrat có thể được kiểm soát bằng cách điều chỉnh nồng độ axit và nhiệt độ phản ứng. Nitrocellulose hòa tan trong hỗn hợp rượu và ete cho đến khi nồng độ nitơ vượt quá 12%. Nitrocellulose hòa tan, dung dịch của nó đôi khi được gọi là collodion.

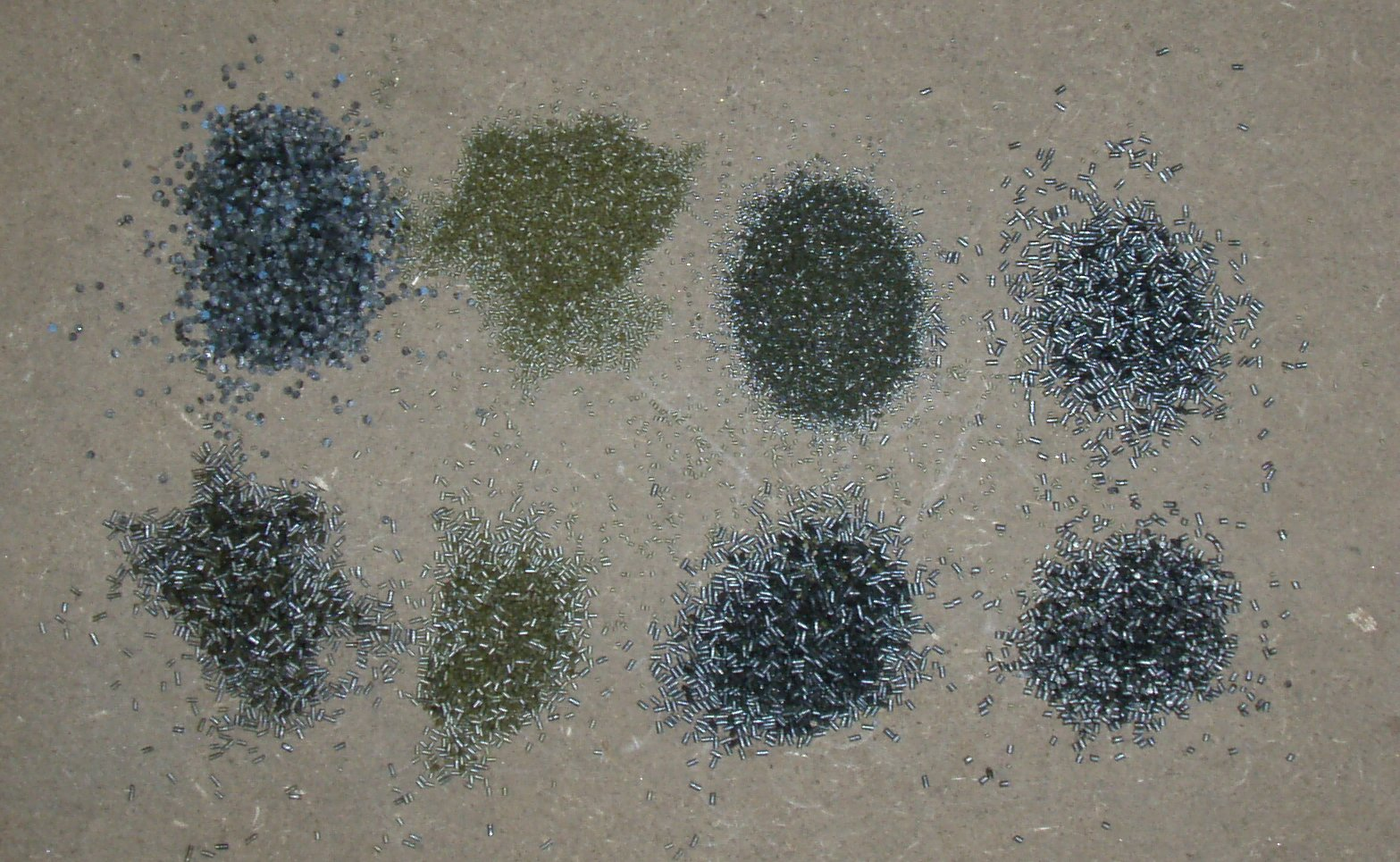
Các loại bột không khói, chủ yếu gồm nitrocellulose

Guncotton có chứa hơn 13% nitơ (còn được gọi là nitrocellulose không hòa tan) được điều chế bằng cách tiếp xúc kéo dài với các axit nóng, cô đặc để sử dụng một cách hạn chế để làm chất nổ hoặc đầu đạn hạt nhân của vũ khí dưới nước như mìn hải quân và ngư lôi.  Sản xuất súng ngắn an toàn và lâu dài bắt đầu tại nhà máy sản xuất thuốc súng hoàng gia Waltham ở những năm 1860, và vật liệu này nhanh chóng trở thành chất nổ chiếm ưu thế, trở thành tiêu chuẩn cho đầu đạn quân sự, mặc dù nó vẫn có đủ sức mạnh để sử dụng làm nhiên liệu phóng. Các hỗn hợp collodion ổn định hơn và chậm hơn cuối cùng đã được chuẩn bị bằng cách sử dụng các axit ít đậm đặc hơn ở nhiệt độ thấp hơn đối với bột không khói trong vũ khí. Bột không khói đầu tiên được làm từ nitrocellulose, dùng cho súng và pháo binh, được nhà chế tạo Pháp Paul Vieille sáng tạo ra vào năm 1884.
Jules Verne xem sự phát triển của súng ngắn vô cùng lạc quan. Ông đã nhắc đến chất này nhiều lần trong tiểu thuyết của mình. Những người phiêu lưu trong tiểu thuyết của ông đã mang vũ khí sử dụng chất này. Tham khảo đáng chú ý nhất là ở trong tác phẩm From the Earth to the Moon của ông, trong đó súng ngắn đã được sử dụng để phóng một quả đạn vào không gian.

### Phim

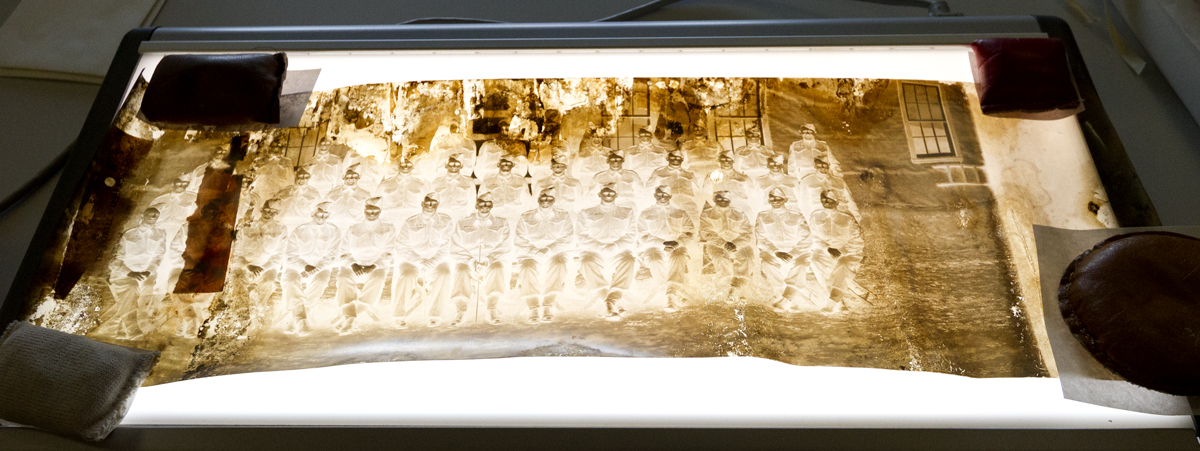
Phim Nitrocellulose trên hộp ánh sáng, cho thấy sự xuống cấp, được lấy từ Bộ sưu tập Thư viện và Lưu trữ Canada

Vào ngày 2 tháng 5 năm 1887, Hannibal Goodwin đã đệ trình bằng sáng chế đặc biệt liên quan đến cuộn máy ảnh, nhưng bằng sáng chế không được cấp cho đến ngày 13 tháng 9 năm 1898. Trong thời gian chờ đợi, George Eastman đã bắt đầu sản xuất phim cuộn bằng cách sử dụng quá trình riêng của mình.
Nitrocellulose được sử dụng làm cơ sở cho phim đầu tiên, bắt đầu bằng các sản phẩm của Eastman Kodak vào tháng 8 năm 1889. Camphor được sử dụng làm chất làm dẻo cho phim nitrocellulose, thường được gọi là màng nitrat. Bằng sáng chế của Goodwin đã được bán cho Ansco khi được thành công trong việc kiện Eastman Kodak vi phạm bằng sáng chế và đã được trao giải thưởng cho phim Goodwin vào năm 1914 với giá 5.000.000 đô la.
Phim Nitrate đã được sử dụng cho nhiếp ảnh tia X trong một khoảng thời gian và mối nguy dễ cháy của nó dễ xảy ra vô cùng và do đó năm 1933, nó đã bị bỏ lại vì những lý do đó. Cùng với việc sử dụng phim ảnh chuyển động vào năm 1951, nó đã được thay thế bằng phim an toàn với một cơ sở dựa trên axetat. Sự bắt lửa của phim X-quang Nitrocellulose là nguyên nhân đằng sau vụ cháy Cleveland Clinic năm 1929 tại Cleveland, Ohio, nơi xảy ra hỏa hoạn và cưới đi tính mạng của 123 người, tuy nhiên một số người đã được giải thoát nhưng đã chết vài ngày sau do hít phải khói độc.

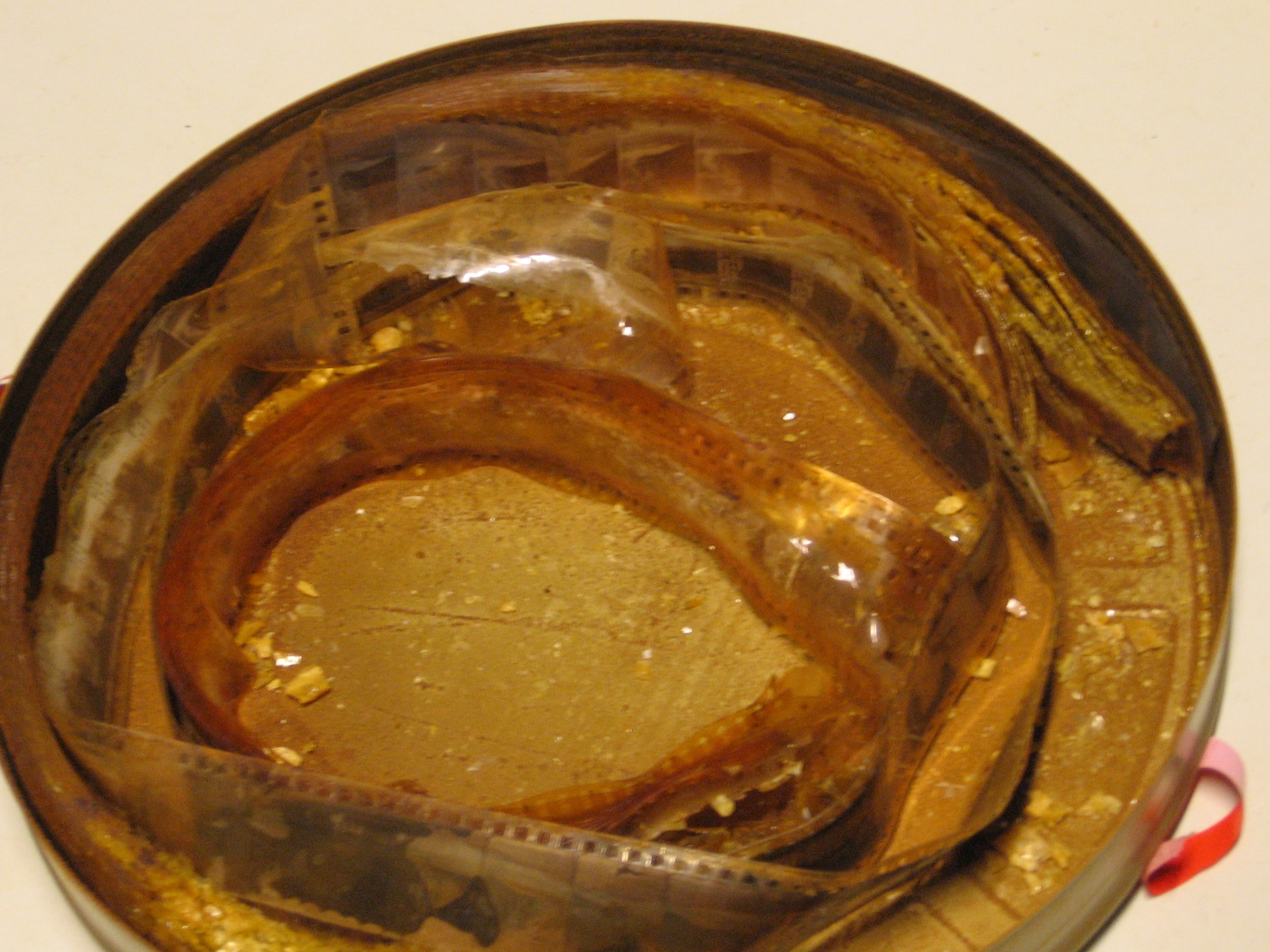
Bộ phim nitrate bị phân hủy. Viện phim EYE Hà Lan.

Việc sử dụng màng nitrocellulose cho hình ảnh chuyển động dẫn đến các yêu cầu đối với các phòng chiếu chống cháy có lớp phủ tường làm bằng amiăng. Một bộ phim huấn luyện cho các nhà chiếu bao gồm cảnh quay của một cuộn phim có kiểm soát của màng nitrat, tiếp tục cháy khi ngập hoàn toàn trong nước. Không giống như nhiều vật liệu dễ cháy khác, nitrocellulose không cần không khí để tiếp tục duy trì cháy, vì phản ứng tạo ra oxy tương tự như phản ứng nhiệt. Một khi cháy, nó rất khó để dập tắt. Việc dùng nước để dập tắt nó sẽ không thực thi, và thực sự có thể làm tăng lượng khói được tạo ra. Do các biện pháp phòng ngừa an toàn công cộng, giới cầm quyền London đã cấm vận chuyển phim trên hệ thống của nó cho đến khi quá trình giới thiệu bộ phim an toàn.
Các vụ cháy điện do sự chiếu sáng bộ phim nitrocellulose là nguyên nhân của thảm kịch điện ảnh Dromcolliher năm 1926 tại County Limerick, trong đó 48 người chết và thảm họa Glen Cinema 1929 ở Paisley, Scotland, làm 69 trẻ em thiệt mạng. Ngày nay, chiếu phim nitrat thường được quy định rất nghiêm ngặt và yêu cầu các biện pháp phòng ngừa rộng rãi bao gồm cả huấn luyện sức khoẻ dự phòng và huấn luyện an toàn. Các máy chiếu phải được chứng nhận để chạy màng nitrat và có nhiều biện pháp phòng ngừa. Máy chiếu được sửa đổi để chứa một số bình chữa cháy với vòi phun nhằm vào cửa ra vào. Bình chữa cháy sẽ tự động kích hoạt nếu một miếng vải dễ cháy đặt gần cổng bắt đầu cháy. Trong khi việc kích hoạt này có thể sẽ làm hỏng hoặc phá huỷ một phần đáng kể các thành phần chiếu, nó sẽ ngăn chặn một ngọn lửa có thể gây ra thiệt hại lớn hơn nhiều. Phòng chiếu có thể được yêu cầu phải có vỏ bằng kim loại tự động cho các cửa sổ chiếu, ngăn không cho sự lan truyền của lửa đến thính phòng. Nhà hát Dryden tại Bảo tàng George Eastman là một trong một vài rạp chiếu phim trên thế giới có khả năng chiếu phim nitrate an toàn và thường xuyên chiếu phim cho công chúng.
Nitrocellulose đã được tìm thấy dần dần phân hủy, giải phóng axit nitric và tiếp tục xúc tác sự phân hủy (cuối cùng thành một loại bột dễ cháy). Nhiều thập kỷ sau, lưu trữ ở nhiệt độ thấp được phát hiện như là một phương tiện trì hoãn những phản ứng này vô thời hạn. Phần lớn các bộ phim được sản xuất trong đầu thế kỷ 20 được cho là đã bị mất hoặc có sự tan rã nhanh chóng, tự xúc tác này hoặc thông qua các đám cháy trong phòng thu của studio. Tìm lại những bộ phim cũ là một vấn đề lớn đối với các nhà lưu trữ phim.
Cơ sỏ phim nitrocellulose được sản xuất bởi Kodak có thể được xác định bằng sự có mặt của từ 'nitrate' trong các chữ cái tối dọc theo một cạnh; từ trong các chữ cái rõ ràng trên một nền tối cho biết nguồn gốc từ bản gốc âm bản hoặc in phóng hình gốc nitrat, được làm bằng phim an toàn. Phim axetat được sản xuất trong thời đại khi phim nitrate vẫn được sử dụng đã được đánh dấu là 'An toàn' dọc theo một cạnh bằng chữ cái tối. Các bộ phim 8, 9,5 và 16 mm dành cho các mục đích sử dụng không chuyên nghiệp và nghiệp dư chưa bao giờ được sản xuất với cơ sở nitrat ở phía tây, nhưng có tin đồn về sự tồn tại của bộ phim nitrat 16 mm đã được sản xuất ở Liên Xô cũ và/hoặc Trung Quốc.
Cellulose được xử lý bằng axít sulfuric và nitrat kali để cho ra cellulose mononitrat. Đây được sử dụng trong thương mại như là 'celluloid', một loại nhựa dễ cháy được sử dụng trong nửa đầu của thế kỷ 20 đối với sơn mài và phim ảnh.
Nitrate đã chiếm thị trường phim mà sử dụng phim ảnh 35 mm chuyên nghiệp từ nguồn gốc của ngành công nghiệp này cho đến đầu những năm 1950. Mặc dù cellulose acetate được gọi là "màng an toàn", đặc biệt là xenluloza diacetat và xenlulo axetat propionat, được sản xuất trong máy đo cho việc sử dụng quy mô nhỏ trong các ứng dụng thích hợp (ví dụ như quảng cáo in và các phim ngắn khác để cho phép chúng được gửi qua các loại nilon an toàn của thế hệ đầu tiên mà có hai nhược điểm lớn liên quan đến nitrat: nó đắt hơn nhiều để sản xuất, và ít bền hơn trong việc chiếu lại nhiều lần. Chi phí của các biện pháp phòng ngừa và đảm bảo an toàn liên quan đến việc sử dụng nitrat thấp hơn đáng kể so với chi phí sử dụng bất kỳ biện pháp an toàn nào trước năm 1948. Những hạn chế này cuối cùng đã được khắc phục bằng việc đưa ra cơ sở cellulose triacetate của Eastman Kodak vào năm 1948. Cellulose triacetate thay thế nitrat như cơ sở chính của ngành công nghiệp điện ảnh bằng một cách nhanh chóng. Trong khi Kodak ngừng sản xuất một số bộ phim nitrate sớm hơn, họ ngừng sản xuất nhiều bộ phim cuộn nitrate vào năm 1950 và ngừng sản xuất phim ảnh nitrat 35mm vào năm 1951.
Ưu điểm quan trọng của cellulose triacetate trên nitrate là nó không gây nhiều nguy cơ hỏa hoạn hơn giấy. Điều này không đúng - nó dễ cháy, nhưng không dễ bay hơi hay nguy hiểm như nitrate, trong khi nó gần như phù hợp với chi phí và độ bền của nitrat. Nó vẫn được sử dụng hầu như trong tất cả các bộ phim cho đến những năm 1980, khi bộ phim polyester / PET bắt đầu thay thế nó cho việc in ấn trung gian và phát hành.
Polyester có khả năng chịu đựng sự phân hủy polymer tốt hơn nhiều so với nitrate hoặc triacetate. Mặc dù triacetate không phân hủy nguy hiểm như chất nitrat, nhưng nó vẫn phải chịu một quá trình gọi là deacetylation, thường được gọi là "hội chứng dấm" (do mùi axit axetic phân hủy phim) bởi các nhà lưu trữ, làm cho bộ phim co lại, biến dạng, trở nên giòn và cuối cùng không sử dụng được. PET, như monoitrat xenluloza, ít bị kéo dài hơn các loại nhựa có sẵn khác. Vào cuối những năm 1990, polyester đã gần như hoàn toàn thay thế triacetate để sản xuất các yếu tố trung gian và phát hành bản in.
Triacetate vẫn còn được sử dụng cho hầu hết các máy ảnh âm tính vì nó có thể được "hàn gắn" bằng cách sử dụng các dung môi trong quá trình lắp ráp âm, trong khi phim polyester chỉ có thể được nối bằng các miếng băng keo hoặc bằng siêu âm. Ngoài ra, phim polyester rất mạnh, nó không bị vỡ và có thể gây tổn hại nghiêm trọng đến cơ chế máy ảnh hoặc máy chiếu đắt tiền trong trường hợp màng phim bị rách, trong khi phim triacetate dễ vỡ, giảm nguy cơ bị hỏng. Nhiều người đã phản đối việc sử dụng polyester cho bản phát hành vì lý do này, và bởi vì các bộ nối dây siêu âm là những mặt hàng đắt tiền, vượt quá ngân sách của nhiều nhà hát nhỏ hơn. Trong thực tế, mặc dù, điều này đã không chứng minh được. Thay vào đó, với việc tăng cường sử dụng các hệ thống lâu dài tự động trong rạp chiếu phim, sức mạnh của polyester lớn hơn đã là một lợi thế đáng kể trong việc giảm bớt nguy cơ bị gián đoạn bởi việc phá vỡ bộ phim.
Mặc dù có nguy cơ oxy hóa tự nhiên, nitrate vẫn được đánh giá cao. Sự kết hợp kết quả trong một hình ảnh nổi bật hơn đáng kể với tỷ lệ tương phản cao.

### Một số ứng dụng khác
- Màng nitrocellulose, hoặc giấy nitrocellulose là một màng dính được sử dụng cho việc cố định axit nucleic ở miền nam blot và bắc blot. Nó cũng được sử dụng để cố định các protein trong các blot thuộc phương Tây và kính hiển vi nguyên tử[15] vì mối quan hệ không đặc hiệu của nó đối với các amino acid. Nitrocellulose được sử dụng rộng rãi để hỗ trợ các xét nghiệm chẩn đoán nơi xảy ra kháng thể kháng nguyên và kháng thể, ví dụ như xét nghiệm mang thai, xét nghiệm U-Albumin và CRP. Glycin và ion Chloride làm cho việc chuyển protein trở nên hiệu quả hơn.
- Năm 1846, xenlulozo nitrat được tìm thấy là hòa tan trong ether và rượu. Giải pháp được đặt tên là collodion và sớm được sử dụng như việc băng bó cho vết thương[16]. Nó vẫn còn được sử dụng ngày nay trong các ứng dụng về da.
- Adolph Noé đã phát triển phương pháp bóc vỏ than bằng nitrocellulose[17]
- Năm 1851, Frederick Scott Archer đã phát minh ra quá trình collodion ướt để thay thế cho albumen, bạc nhạy sáng liên kết với một tấm thủy tinh[18].
- Các loại đèn flash của nhà ảo thuật là các tờ giấy hoặc vải làm từ nitrocellulose, cháy gần như ngay lập tức với đèn flash sáng, không để tro.
- Đối với chuyến bay vào vũ trụ, nitrocellulose được Copenhagen Suborbitals sử dụng trên một số nhiệm vụ như là một phương tiện để vứt bỏ các thành phần hình con nhộng của tên lửa / không gian và triển khai các hệ thống phục hồi. Tuy nhiên, sau nhiều chuyến bay và sự cố, nó đã không chứng minh được tính chất nổ mà các nhà khoa học mong muốn trong một môi trường gần chân không.[19]
- Sơn Nitrocellulose đã được sử dụng cho guitar và saxophones cho hầu hết các thế kỷ 20 và vẫn còn được sử dụng trên một số ứng dụng hiện tại. Được sản xuất bởi DuPont, sơn cũng được sử dụng cho xe ô tô có cùng mã màu với rất nhiều guitar như Fender và Gibson[20], mặc dù nó đã không được ủng hộ vì một số lý do: ô nhiễm, và cách thức sơn mốc màu vàng với vết nứt theo thời gian.
- Sơn lót Nitrocellulose cũng được sử dụng cho máy bay, được sơn trên máy bay có lớp phủ bằng vải để thắt chặt và bảo vệ vật liệu, nhưng phần lớn bị thay thế bởi các chất xenluloza và các vật liệu khác.
- Nó cũng được sử dụng để đóng thẻ bài và để giữ ghim lại với nhau trong các văn phòng đóng ghim.
- Sơn móng được làm từ sơn mài nitrocellulose vì nó không tốn kém, khô nhanh và không gây hại cho làn da.
- Sơn Nitrocellulose được phủ lên trên nhôm hoặc đĩa thủy tinh, sau đó các rãnh được cắt bằng máy tiện, để tạo ra một bản ghi âm. Chúng được gọi là đĩa axetat.
- Tùy thuộc vào quy trình sản xuất, nitrocellulose được este hóa ở các mức độ khác nhau. Bóng bàn, cây đàn ghi ta và một số bộ phim ảnh có mức este hoá thấp và đốt tương đối chậm với một số chất khác.
- Guncotton, tan trong khoảng 25% trong acetone, tạo thành một loại sơn mài được sử dụng trong giai đoạn đầu của việc hoàn thiện gỗ để tạo ra một lớp hoàn thiện có độ cứng với độ bóng sâu. Thường là lớp phủ đầu tiên, được chà nhám và các lớp phủ khác liên kết với nó.

Vì tính nổ của nó, không phải tất cả các ứng dụng của nitrocellulose đều thành công. Năm 1869, với việc voi đã bị săn bắn đến gần tuyệt chủng, bộ môn bida đã đưa ra một giải thưởng 10.000 USD cho bất cứ ai tìm ra được sự thay thế tốt nhất cho quả bóng ngà voi bi-a. John Wesley Hyatt đã tạo ra sự thay thế hoàn hảo, ông đã tạo ra bằng một vật liệu mới mà ông đã sáng chế được gọi là nitroxenlulo campho - loại nhựa nhiệt dẻo đầu tiên, hay còn gọi là celluloid. Sáng chế đã được phổ biến, nhưng quả bóng do Hyatt chế tạo rất dễ cháy, và đôi khi phần vỏ ngoài sẽ nổ khi va chạm. Một chủ một tiệm bida ở Colorado đã viết cho Hyatt về xu hướng tự nổ, nói rằng ông không quan tâm nhiều đến từng cá nhân nhưng vì thực tế là mọi người trong cửa tiệm của ông lập tức rút khẩu súng khi nghe thấy tiếng nổ. Quy trình được sử dụng bởi Hyatt để sản xuất bóng bi-a (Bằng sáng chế Hoa Kỳ 239.792, 1881) liên quan đến việc đặt nitrocellulose vào một túi cao su, sau đó được đặt trong một xi lanh chất lỏng và đun nóng. Áp lực đã được áp đặt lên chất lỏng trong xi lanh, dẫn đến sự nén đồng nhất lên khối lượng nitrocellulose, nén nó vào một quả cầu thống nhất khi nhiệt làm bay hơi dung môi. Bóng sau đó được làm lạnh và xoay để tạo ra một quả bóng hoàn chỉnh. Vì thành phẩm có tính nổ nên quá trình này được gọi là "phương pháp súng Hyatt".

## Nguy hiểm
Collodion, một giải pháp của nitrocellulose trong ether và ethanol, là một chất lỏng dễ cháy.
Khi khô, nitrocellulose là chất nổ và có thể bốc cháy bằng nhiệt, tia lửa, ma sát. Nitrocellulose khô đựng trong một thùng chứa bị quá nhiệt được cho là nguyên nhân ban đầu của Vụ nổ tại Thiên Tân 2015.